# Legges Tor
Legges Tor – druga pod względem wysokości góra na Tasmanii, o wysokości 1572 m n.p.m. Położona na terenie Parku Narodowego Ben Lomond. Stanowi charakterystyczny element parku oraz jest popularnym miejscem wśród alpinistów.